# Brunhilde Raiser

Brunhilde Raiser in der Mengener Pauluskirche

Brunhilde Raiser (* 31. Juli 1953) ist eine deutsche Theologin. Sie war von 2004 bis 2008 Vorsitzende des Deutschen Frauenrats und bis 2011 Vorsitzende der Evangelischen Frauen in Deutschland (EFiD).
Brunhilde Raiser, die mit ihrem Mann, einem evangelischen Pfarrer in Mengen lebt, studierte Geschichte, Germanistik und Theologie in München. Zunächst arbeitete die in Franken aufgewachsene Raiser als Lehrerin, bevor sie sich ab Mitte der 1980er Jahre in der Frauenarbeit der Evangelischen Kirche betätigte. Aufgrund ihrer in Bayern erworbenen Schul- und Studiumsabschlüsse konnte sie in Baden-Württemberg, wo ihr Mann zur damaligen Zeit als Vikar tätig war nicht als Lehrerin eingesetzt werden. Heute arbeitet sie neben ihrer Verbandstätigkeit als Lektorin, Predigerin und hat in der Württembergischen Landeskirche das Gottesdienst- und Sakramentsrecht, darf also Gottesdienste abhalten und auch taufen.
Sie ist Geschäftsführerin des Evangelischen Bildungswerks Oberschwaben mit Sitz in Ravensburg. 

## Verbandstätigkeiten
2004 wurde Raiser zur Vorsitzenden des Deutschen Frauenrats gewählt, ein Amt, in dem sie 2006 für eine zweite Amtsperiode bestätigt wurde. Von 1996 bis 2008 war sie außerdem die Vorsitzende der Evangelischen Frauenhilfe in Deutschland (EFHiD) und ab 2001 Präsidiumsmitglied der Evangelischen Frauenarbeit in Deutschland (EFD). Nach dem Zusammenschluss von EFHiD und EFD im Jahre 2008 zum neuen Dachverband Evangelische Frauen in Deutschland (EFD) wurde Brunhilde Raiser auch zu dessen erster Vorsitzenden gewählt. Seit 2007 ist sie auch Botschafterin der Kampagne zum Welt-AIDS-Tag:

„Ich trage die AIDS-Schleife, weil Frauen und Mädchen vor allem in Entwicklungsländern die Hauptleidtragenden von HIV/AIDS sind.“

In ihrer Wahlheimat Mengen ist Brunhilde Raiser Vorsitzende der örtlichen Hospizgruppe.
Seit 2008 ist Brunhilde Raiser Vorsitzende der Konferenz kirchlicher Werke und Verbände der EKD. Bei den Kommunalwahlen im Juni 2009 wurde sie in den Gemeinderat der Stadt Mengen gewählt.

## Tätigkeitsschwerpunkte
Brunhilde Raiser setzt sich als Sprachrohr der Frauen in Deutschland für Chancengleichheit zwischen den Geschlechtern ein. Besondere Schwerpunkte ihrer Lobbytätigkeit legt sie auf die Entgeltgleichheit zwischen Mann und Frau, auf Mindestlöhne und die soziale Absicherung von Frauen im Alter. Außerdem engagiert sie sich besonders auf dem Gebiet der geschlechtsspezifischen Menschenrechte. Sie war Mitbegründerin der Initiative Abpfiff – Schluss mit Zwangsprostitution im Rahmen der Fußball-Weltmeisterschaft 2006 in Deutschland. Als Vorsitzende des Deutschen Frauenrats nimmt Raiser Einfluss auf nationaler und auf europäischer Ebene, wenn es um die Verwirklichung von Gesetzen zur Frauenrechten, Gleichberechtigung und um die Vermeidung von Diskriminierung geht.

„Insgesamt ist zu hoffen, dass das Antidiskriminierungsgesetz nicht nur der Einzelnen und dem Einzelnen die Durchsetzung ihrer/seiner Rechte erleichtern, sondern auch das gesellschaftliche Anliegen nachdrücklich unterstützen wird, in der Bundesrepublik eine Kultur der Diskriminierungsfreiheit zu fördern“

## Auszeichnung
Am 6. Oktober 2008 erhielt Brunhilde Raiser aus den Händen von Bundespräsident Horst Köhler das Bundesverdienstkreuz am Bande für ihr gesellschaftspolitisches Engagement.